# Glyptopetalum integrifolium
Glyptopetalum integrifolium är en benvedsväxtart som beskrevs av Q.W.Lin, Z.X.Zhang och Q.R.Liu. Glyptopetalum integrifolium ingår i släktet Glyptopetalum och familjen Celastraceae. Inga underarter finns listade.